# بافت‌شناسی

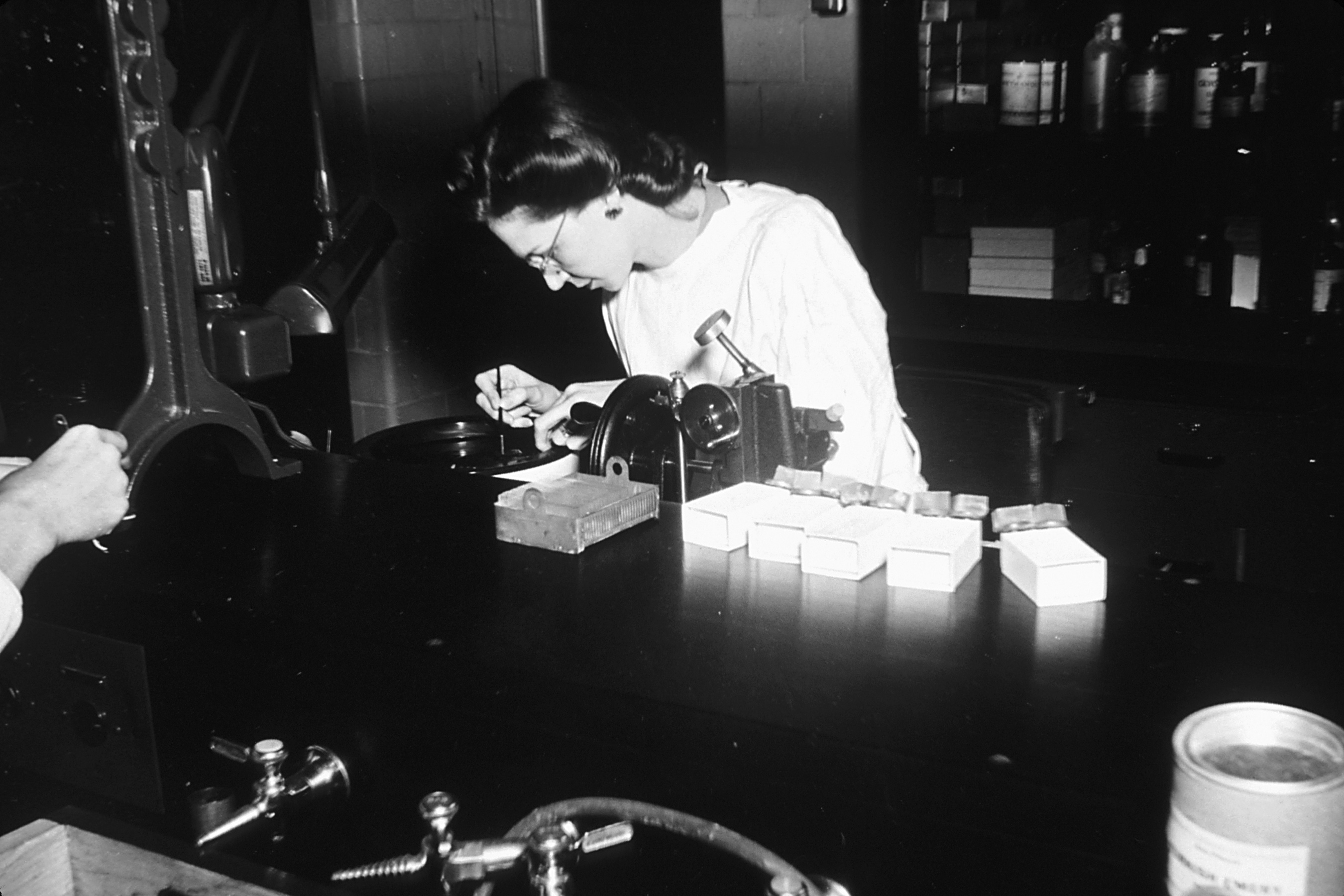
بافت‌شناسی (۱۹۵۰)

بافت‌شناسی علم بررسی میکروسکوپی تشکیل، ساختار و کارکرد بافت‌ها است.
دانش‌های زیستی مرتبط با بافت‌شناسی از این قرارند:
- یاخته‌شناسی یعنی بررسی یاخته‌ها، این دانش یک سطح پایین‌تر از بافت‌شناسی قرار دارد.
- کالبدشناسی: بررسی اندام‌ها
- ریخت‌شناسی: بررسی کلیه سازواره‌ها (ارگانیسم‌ها)

چهار نوع بافت وجود دارند:
۱.پیوندی
۲.عصبی
۳.ماهیچه‌ای
۴.پوششی